# Cervesa El Águila
El Águila va ser una marca de cervesa espanyola, fundada a Madrid el 1900. A la fi del segle xx va ser reanonenada com Amstel pel seu propietari, l'empresa cervesera Heineken International.

## Història

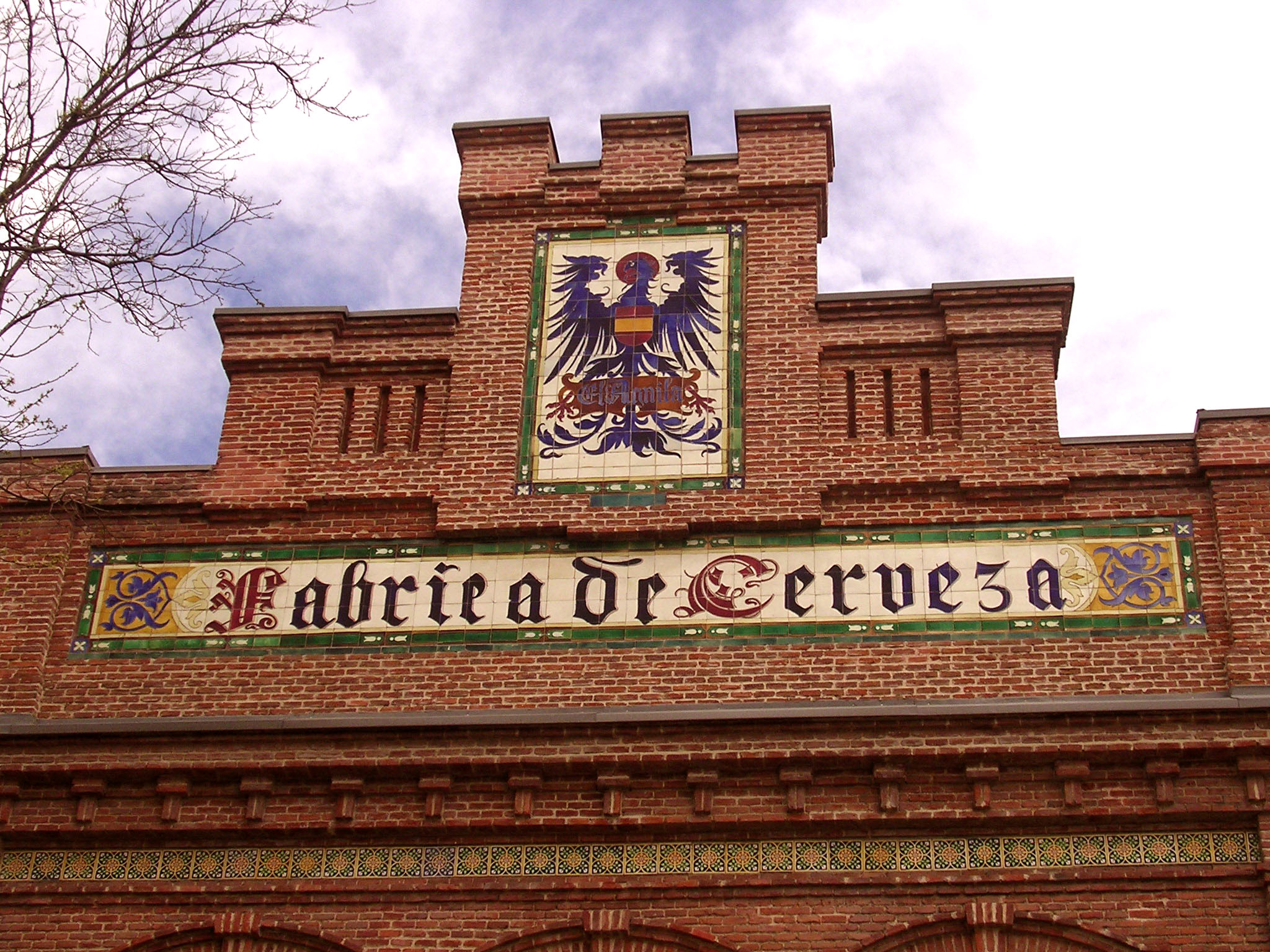

El 9 de maig de 1900 l'empresari Augusto Comas y Blanco va fundar a Madrid la S.A. El Águila, com moltes altres marques de cervesa que es van llançar a principi del segle xx. L'1 d'abril de 1903 va sortir al mercat la cervesa El Águila, en una època que la cervesa era poc coneguda, car aleshores prevalia el vi en les tavernes.

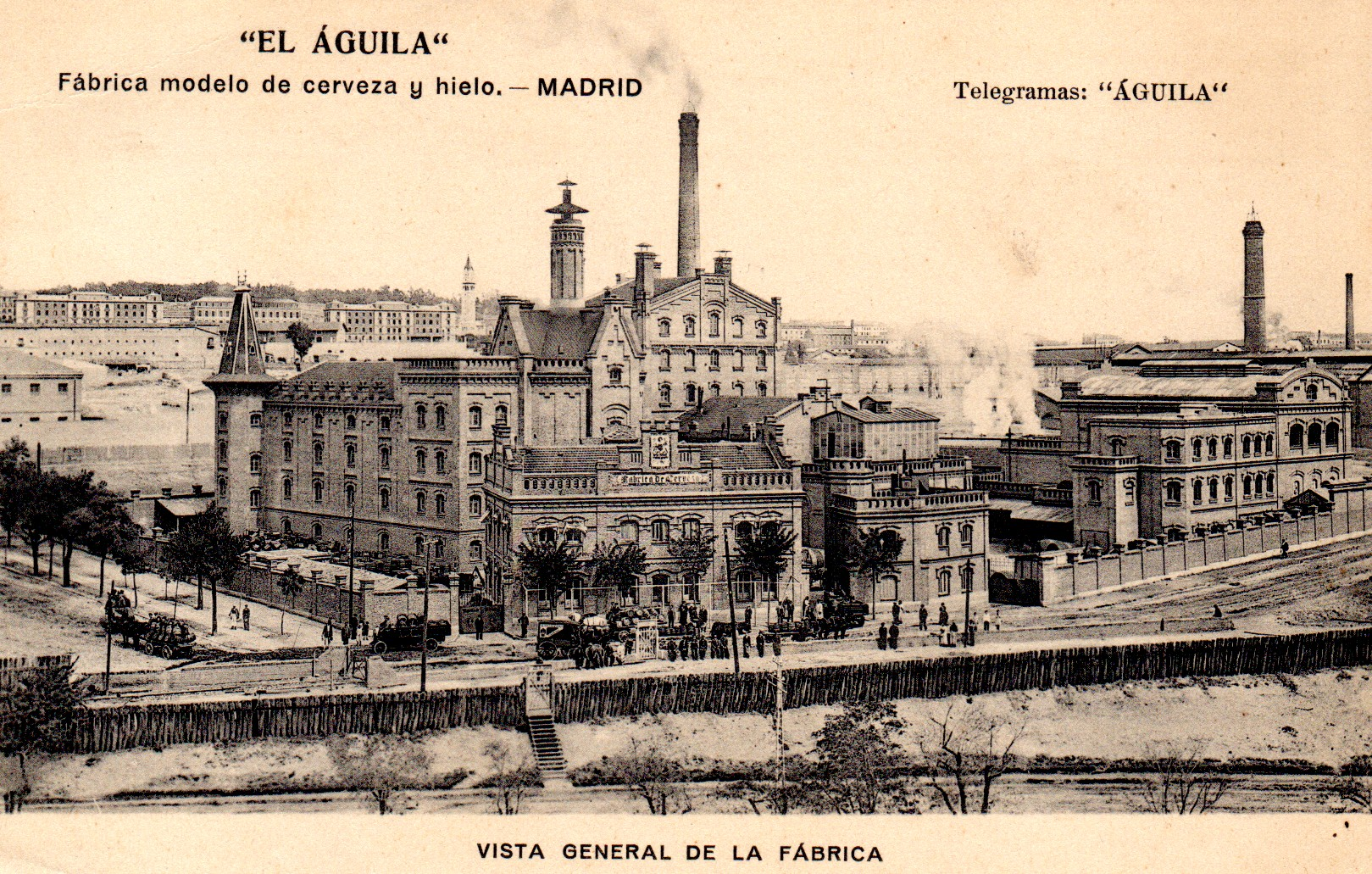
Fàbrica de cervesa L'Àguila (actualment Biblioteca Regional Joaquín Leguina), just davant de l'estació de Delícies.

L'emplaçament de la primera factoria, dedicada a la fabricació de cervesa i gel, era al carrer General Lacy, propera a l'estacions de Delícies i Atocha i amb connexió, mitjançant vies pròpies, amb la línia ferroviària de mercaderies que unia Atocha i Príncepe Pío. Les obres de construcció van començare entre 1912 i 1914 segons plans de l'enginyer alemany Langeloth i inicialment sota la direcció tècnica de l'arquitecte Eugenio Jiménez Correa (autor de l'església de San Fermín de los Navarros). Va ser ampliat successivament entre 1915 i 1935 per l'arquitecte Luis Sainz de los Terreros (en la fase de 1925-1927), que hi va afegir les cotxeres, mòduls de processos, cellers, sitges i la geladora.
El 1936, quan va esclatar la Guerra Civil, durant la defensa de Madrid alguns directius de la companyia van ser assassinats. Ja en la postguerra, després de la reparació de diversos danys en les sitges i a la zona de fermentació, la van posar novament en producció.

### Expansió
En els anys següents va començar el creixement de la companyia amb l'adquisició de petites fàbriques en altres punts d'Espanya: la fàbrica cordovesa La Mezquita, la participació majoritària en la maltería Los Ángeles, la construcció d'una nova maltería a Còrdova i la construcció a València d'una nova fàbrica. Més tard van comprar una petita fàbrica també valenciana, La Huertana, que va ser traslladada a Alacant amb el nom de El Neblí, el 1958 adquirir a Cartagena la fàbrica de El Azor i el 1959 inaugurar El Gavilán a Mèrida.
El 1966 es va començar a construir una una nova fàbrica a San Sebastián de los Reyes (Madrid), que va ser esdtrenada el 1969, i que va estar en producció paral·lelament amb la de Madrid fins a 1982.
Per a l'expansió al nord del país, es va engegar en 1968 una fàbrica a Saragossa.

### Innovació

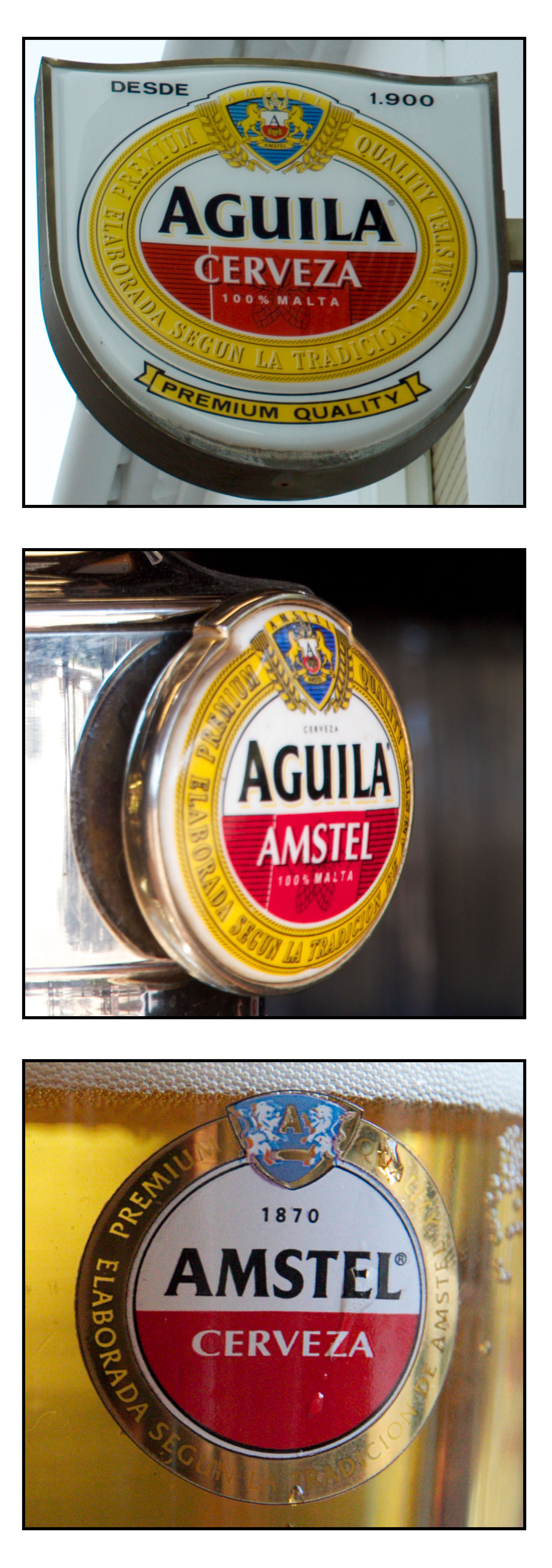

El 1962 se substitueix el tradicional barril de fusta pel d'alumini i es comença a utilitzar l'ampolla de litre (litrones). L'any 1971, la fusta és substituïda pel plàstic en els envasos.
A partir de 1972 es creen noves especialitats de cervesa: Águila Dorada, amb més cos i sabor més sobri, Águila Imperial (sortida el 1976) i Águila Reserva. Poc més tard es llança Àguila Sin una de les primeres marques del mercat de cerveses sense alcohol, així com una cervesa negra especial de marca Níger. Als anys vuitanta del segle xx es llancen l'Águila Pilsener, Adlerbrau, Máster i Buckler. Aquesta última la cervesa sense alcohol capdavantera al mercat espanyol.

### Adquisició per Heineken
El 1984, el grup cervecer neerlandés Heineken N.V. adquireix una important participació  en El Águila (32%). El 1985 tanca la seva fàbrica de General Lacy que va romandre sense ús l'edifici fins que va ser remodelat com a Biblioteca Regional Joaquín Leguina. Així mateix comença un procés de centralització de la producció en les plantes de San Sebastián de los Reyes i de Quart de Poblet, i es van vendre o tancar algunes de les  altres fàbriques.
L'any 2000 es va fusionar amb el Grup Cruzcampo, adquirit íntegrament també per Heineken.

### Desaparició de la marca
A principi del segle xxi, el grup neerlandés Heineken, amb la finalitat d'unificar marques, ha convertit la marca El Águila en Amstel, en un llarg procés de canvi de marca en el qual han conviscut ambdues marques. Amb això la marca centenària de cervesa El Águila va desaparèixer.